# Glaucopsyche mediopunctata
Glaucopsyche mediopunctata är en fjärilsart som beskrevs av Charles Oberthür 1915. Glaucopsyche mediopunctata ingår i släktet Glaucopsyche och familjen juvelvingar. Inga underarter finns listade i Catalogue of Life.